# دي لاغرانج
غرانجريه دي لاغرانج (1790 - 1859 م) هو مستشرق فرنسي.
تتلمذ على سلفستر دي ساسي. من آثاره «تاريخ العرب الأندلسي» بالفرنسية وكتاب «نخب الأزهار في منتخب الأشعار وأزكى الرياحين من أسنى الدواوين» بالعربية ومعه ترجمة إلى الفرنسية.